# Starman
Starman ist ein US-amerikanischer Science-Fiction-Film aus dem Jahr 1984, mit Jeff Bridges und Karen Allen. Die Regie führte John Carpenter. In deutschen Kinos lief der Film am 5. September 1985 an.

## Handlung
Ein Außerirdischer (im amerikanischen Original: Starman) folgt der Einladung der Voyager Golden Record, die von den Voyager-Sonden mitgeführt wird, die Erde zu besuchen. Beim Eintritt in die Erdatmosphäre wird sein Raumschiff aber von Kampfjets beschossen und muss auf der Erde notlanden. Er bittet darum, in 3 Tagen abgeholt zu werden, und gelangt anschließend in das Haus von Jenny Hayden. Nach der Analyse von Filmen, Fotos und der DNA einer Haarsträhne nimmt der Außerirdische die Gestalt von Scott,  Jennys verstorbenem Ehemann, an. Nach anfänglichem Widerstand fährt Jenny mit ihm zum Barringer-Krater in Arizona, wo der Außerirdische wieder abgeholt werden soll. Das Verhältnis der beiden zueinander ist anfänglich sehr angespannt. Jenny reagiert zunächst verstört auf das seltsame Verhalten des Außerirdischen. Die Situation bessert sich jedoch von Stunde zu Stunde. Der Außerirdische lernt sprechen, essen und auch Auto fahren.
Er ist zudem im Besitz einiger kleiner Kugeln, die ihm besondere Kräfte verleihen. Dadurch (er macht z. B. einmal ein geschossenes Reh wieder lebendig) erweckt er Aufmerksamkeit und wird bald vom Militär gejagt, das in dem Außerirdischen eine Bedrohung, aber auch ein interessantes Forschungsobjekt sieht. Gegenspieler des Militärs ist der Wissenschaftler Mark Shermin, der jede Gewalt ablehnt und nur mit dem Außerirdischen kommunizieren möchte. Höhepunkt der Verfolgungsjagd ist die Explosion eines Tanklastzuges, aus der der Außerirdische sich und die schwer verletzte Jenny mit Hilfe der vorletzten kleinen Kugel retten kann.
Nach einer Liebesnacht sagt der Starman zu Jenny, die sich für unfruchtbar hält: „Es wird ein Mannbaby“.
Am Rande des Kraters gelingt es dem Militär, die Flüchtlinge zu stellen. Nur mit Hilfe von Mark Shermin gelingt ihnen die Flucht in den Krater hinab. Da erscheint ein Raumschiff der Außerirdischen. Der Starman verschwindet, nachdem er Jenny die letzte kleine Kugel für ihren Sohn geschenkt hat.

## Serie
Basierend auf dem Kinofilm wurde von 1986 bis 1987 die 22-teilige Science-Fiction-Fernsehserie Der Mann vom anderen Stern produziert.
In der Fernsehserie kommt der von Robert Hays gespielte „Starman“ auf die Erde zurück, um sich seines Sohnes Scott Hayden (Christopher Daniel Barnes) anzunehmen und sich mit ihm auf die Suche nach seiner verschollenen Mutter zu machen.

## Kritik
Das Lexikon des internationalen Films urteilte, der Film sei „allenfalls durch einige Special-Effects interessant.“

## Auszeichnungen
- Jeff Bridges wurde 1985 für die Rolle des Außerirdischen Starman für den Oscar nominiert. Im selben Jahr konnte er einen Saturn Award als Bester Schauspieler gewinnen.
- Der Film erhielt in den Kategorien Best Science Fiction Film und Best Actress (Karen Allen) zwei Nominierungen für den Saturn Award.
- Jack Nitzsche und Jeff Bridges waren 1985 für den Golden Globe nominiert.